# Било једном у Пекаму
Било једном у Пекаму (енгл. Rock & Chips) је британска хумористичко-драмска мини-серија и преднаставак ситкома Мућке. Серија је смештена у Пекам, у југоисточном Лондону, почетком 1960-их, и фокусира се првенствено на животе Дела Тротера, Фредија Робдала и Џоун и Реџа Тротера. Николас Линдхерст, који је глумио Роднија у Мућкама, игра Робдала заједно са Џејмсом Баклијем (Дел Бој), Кели Брајт (Џоун), Шоном Дингволом (Реџ) и Филом Данијелсом (Деда). Серију је креирао Џон Саливан, творац Мућки, и снимљена је у ко-продукцији компанија BBC Studios Comedy Productions и Shazam Productions.
Пилот епизода од 90 минута је осмишљена 1996. и наручена 2003. године, а њена премиса је успостављена у последњој епизоди Мућки исте године. Одложена је кад је почео развој спиноф серије Зелена трава; успех ове серије је довео до поновног покретања идеје о преднаставку у јулу 2009. године. Снимање је почело у октобру исте године у Лондону, а прва епизода је емитована 24. јануара 2010. на каналу BBC One. Била је други најгледанији програм тог дана, али је наишла на помешане реакције критичара. Следеће две епизоде су емитоване 29. децембра 2010. и 28. априла 2011. године. Биле су планиране још најмање две епизоде, али су отказане након Саливанове смрти 2011. године.

## Радња
Прича почиње у фебруару 1960. године. Џоун Тротер је у несрећном браку са лењим Реџом, чији се отац Тед управо уселио у њихову кућу. Њен 15-годишњи син Дерек, познатији као Дел Бој, и његови пријатељи Бојси, Тригер, Џамбо Милс и Дензил још увек иду у школу. Џоун ради у локалном биоскопу са Тригеровом тетком Рини Терпин и Рејмондом за биоскопског менаџера Ернија Рејнера, као и у градској већници као „службеница на пола радног времена која понекад кува чај”. Осуђени лопов Фреди Робдал управо је пуштен из затвора Дартмур и вратио се у Пекам са стручњаком за експлозиве Џералдом „Џелијем” Келијем.
У градској већници, Џоун испитује господина Џонсона да ли може да се пријави за стан у новом стамбеном блоку; речено јој је да је мало вероватно да ће добити стан, јер ће предност имати породице са малом децом. У Рагиној глави, Фреди наилази на Реџа, а Реџ га позива у своју кућу на пиће. Након што је упознао Џоун и купио јој пиће, Фреди схвата да је она удата за Тротера, породицу коју он не воли. Након што се врате у кућу Тротерових, Фреди показује своју наклоност Џоун.
У биоскопу, Џоун је унапређена у хонорарну помоћницу менаџера и Рејнер јој открива да у њиховом сефу понекад викендом може да се нађе преко 2.000 фунти. Она касније ово говори Фредију, након што је он отишао у њену кућу да понуди Реџу неки посао (Реџ није био код куће јер му је Фреди рекао да се нађе с њим у пабу). Разговарају о уметности, а он њу (и Реџа) позива на своју прославу.
У марту, Џоун сређује фризуру налик на Мерилин Монро, а неко обија биоскопски сеф. Уочи забаве, Фреди даје Реџу свој аутомобил, да врати неискоришћене материјале за декорацију у Гилфорд, а он са собом води свог оца, Рини и њеног дечка Клејтона Купера. Успут им понестаје бензина, а Фреди и Џоун остају једини на забави. Они плешу, а Фреди признаје да је желео да буде сам са њом како би могли да разговарају о уметности. На крају вечери воде љубав.
У јуну, Рини прати Џоун до клинике за тестирање трудноће, док су момци на излету у Маргејту (што пружа Фредију и Џелију прилику да опљачкају драгуљаре). На путу кући, Рини прича Џоун да је Фреди био у затвору и она схвата да је он опљачкао сеф. Након што Фреди каже Џелију да мисли да је заљубљен у Џоун, Реџ открива њену трудноћу у пабу. Док Џоун испуњава образац за усељење у стамбени блок, Фреди одлази да је види, а она не признаје да је дете његово.
Њихов захтев за стан је одобрен у августу, а усељавају се у октобру. У новембру, Џоун рађа сина коме даје име Родни (по „згодном глумцу” Роду Тејлору и на изненађење свих осталих). У завршној сцени Џоун излази на балкон свог стана са Роднијем у наручју. Након што му је рекла да ће Дел једног дана бити веома богат, Џоун види Фредија на балкону у згради преко пута; она му показује Роднија и клима главом, на његово одушевљење.
Прича такође говори о Деловом затегнутом односу са оцем и његовој наклоности према мајци; Реџовој афери са конобарицом у Рагиној глави; Деловој и Џамбовој продаји робе са пристаништа; Делом и Бојсијевом покушај да се забављају са Пем и Глендом; Џоуниним односом са њеним перверзиним шефом; и представља ликове Роја Слејтера и Албија Литлвуда.

## Улоге
| Глумац            | Улога                  |
| ----------------- | ---------------------- |
| Николас Линдхерст | Фреди „Жабац” Робдал   |
| Џејмс Бакли       | Дерек „Дел Бој” Тротер |
| Фил Данијелс      | Тед Тротер (Деда)      |
| Кели Брајт        | Џоун Тротер            |
| Шон Дингвол       | Реџ Тротер             |
| Ема Кук           | Рини Терпин            |
| Пол Патнер        | Џералд „Џели” Кели     |
| Луис Озборн       | Тригер                 |
| Стивен Лојд       | Бојси                  |
| Ешли Герлак       | Дензил                 |
| Ли Лонг           | Џамбо Милс             |
| Калум Макнаб      | Рој Слејтер            |
| Алисон Парџетер   | Вал                    |
| Мел Смит          | инспектор Томас        |
| Пола Вилкокс      | Вајолет Тротер         |
| Роберт Доз        | Ерни Рејнер            |
| Били Симор        | Рејмонд                |
| Џоун Хоџиз        | Гвен                   |
| Кејти Грифитс     | Гленда                 |

## Епизоде
| Бр. еп. | Наслов                | Редитељ      | Сценариста  | Време трајања | Премијера          | Гледаност у УК (милиони) |
| --- | --------------------- | ------------ | ----------- | ------------- | ------------------ | ------------------------ |
| 1 | Било једном у Пекаму  | Деви Хамфриз | Џон Саливан | 90 минута     | 24. јануар 2010.   | 8,42                     |
| Године 1960, Џоун Тротер је у несрећном браку са незапосленим Реџом, са којим има сина тинејџера Дерека. Међутим, поновно појављивање пљачкаша банака, „познаваоца уметности” и женскароша Фредија Робдала у Пекаму, недавно ослобођеног после десетогодишње затворске казне, донеће промене у Џоунином животу.                                                                                                  |                       |              |             |               |                    |                          |
| 2 | Пет златних прстенова | Деви Хамфриз | Џон Саливан | 60 минута     | 29. децембар 2010. | 5,83                     |
| Божић је 1960. и Тротерови се усељавају у свој нови стан. Тед и Реџ још примају државну помоћ, а вредна Џоун се бори да одржи породицу тако што се враћа старом послу у биоскопу, док тражи од своје свекрве Вајолет да пази на бебу Роднија. Шеснаестогодишњи Дел је напустио школу и истражује могућности посла у пристаништу – укључујући и продају робе са пристаништа – а Фреди Робдал завршава у притвору. |                       |              |             |               |                    |                          |
| 3 | Жабац и мачкица       | Деви Хамфриз | Џон Саливан | 60 минута     | 28. април 2011.    | 3,77                     |
| Џоун жуди за новим животом. Дел такође има нове аспирације – да постане филмски продуцент. Кад би само могао да нађе финансије. Можда би његова најновија девојка могла да убеди оца да инвестира... то би пружило одговор на све њихове проблеме. |                       |              |             |               |                    |                          |